# Angraecum birrimense
Angraecum birrimense är en orkidéart som beskrevs av Robert Allen Rolfe. 
Angraecum birrimense ingår i släktet Angraecum och familjen orkidéer. Inga underarter finns listade i Catalogue of Life.

## Bildgalleri

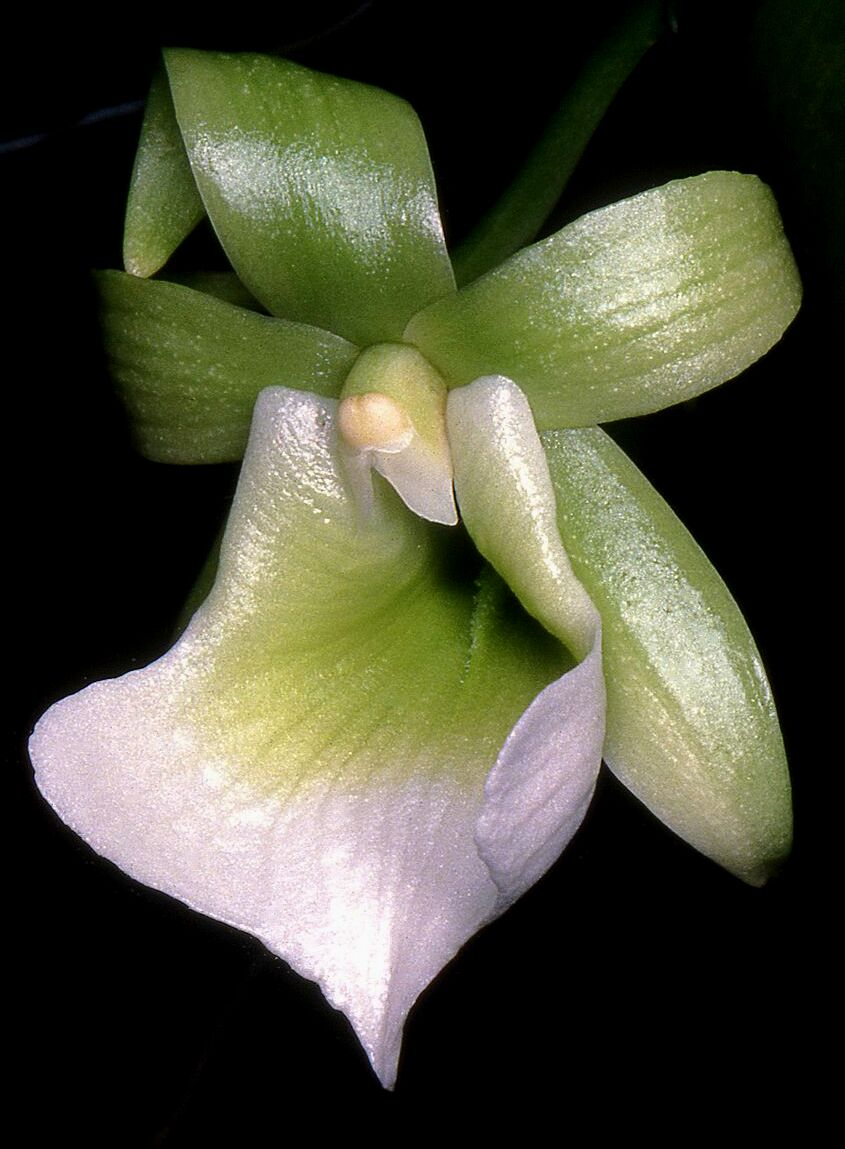
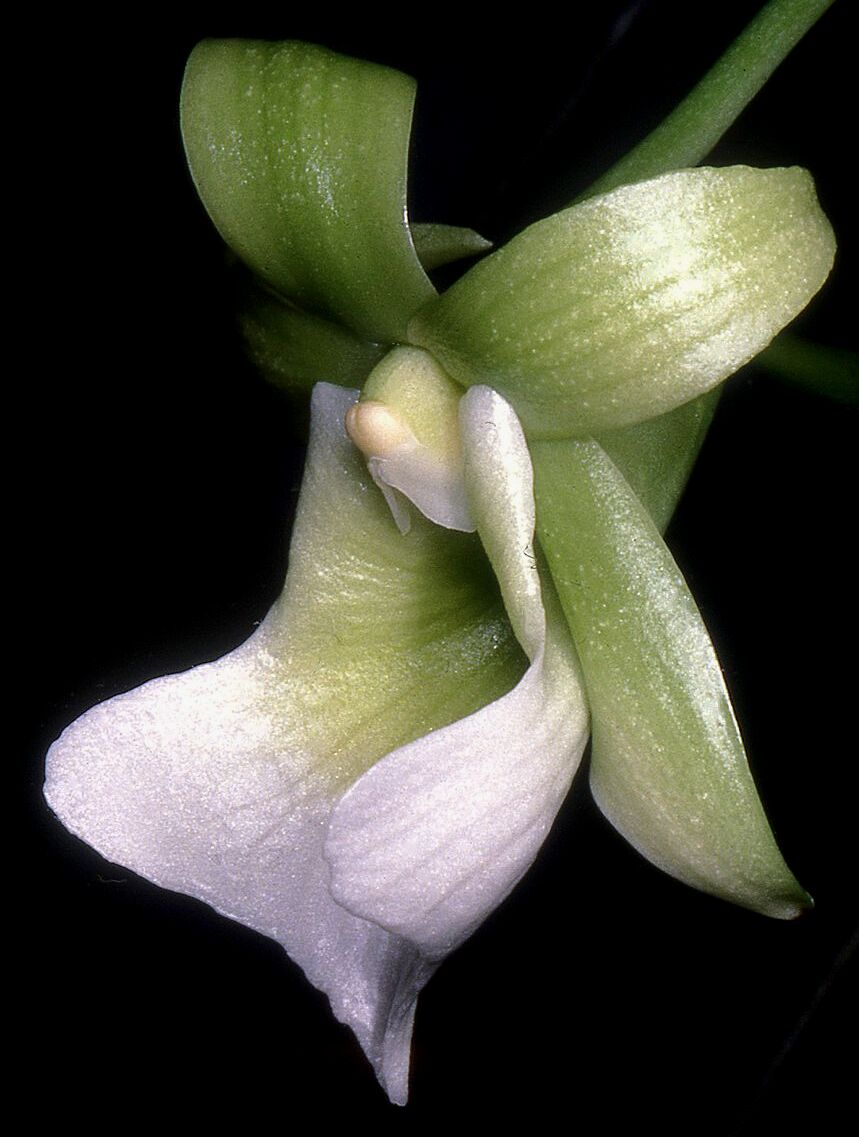